# Bernhard Matheis
Bernhard Matheis (* 3. Mai 1955  in Rodalben) ist ein deutscher Politiker (CDU) und war von 2003 bis 2019 Oberbürgermeister der Stadt Pirmasens.

## Ausbildung und Beruf
Matheis machte 1974 in Pirmasens sein Abitur und studierte nach einer Sanitäterausbildung von 1974 bis 1979 Rechtswissenschaften und Volkswirtschaftslehre in Saarbrücken und Mainz. Vor seiner Tätigkeit in der Kommunalpolitik arbeitete er als Richter und (Jugend-)Staatsanwalt in Landau, Bad Bergzabern, Kaiserslautern und Zweibrücken.

## Politik
Ab 1994 nahm Matheis sein erstes politisches Amt als Bürgermeister der Verbandsgemeinde Pirmasens-Land ein, bis er 1999 zum Bürgermeister der Stadt Pirmasens gewählt wurde. 2002 folgte die Wahl zum Nachfolger von Joseph Krekeler als Oberbürgermeister. 2008 rief Matheis den Pakt für Pirmasens ins Leben – ein Netzwerk, um die Bildungschancen sozial benachteiligter Kinder und Jugendlicher in der Stadt zu verbessern. Nach seiner ersten achtjährigen Amtsperiode wurde Matheis am 26. März 2011 mit 68,95 Prozent der Stimmen wiedergewählt. Er war von 2014 bis 2019 Vorsitzender des rheinland-pfälzischen Städtetags, außerdem ist er Mitglied des Landesvorstands der CDU Rheinland-Pfalz und Fraktionsvorsitzender der CDU im Bezirkstag Pfalz.
Zur Landtagswahl in Rheinland-Pfalz 2016 war Matheis Teil des Kompetenzteams von Julia Klöckner, der Spitzenkandidatin der CDU. Im Falle eines Wahlsieges war er als Leiter der Staatskanzlei vorgesehen, nach der Niederlage der CDU blieb er jedoch weiter als Oberbürgermeister in Pirmasens. Zur Neuwahl des Oberbürgermeisters am 29. Oktober 2018 trat Matheis aus gesundheitlichen Gründen nicht mehr an. Als sein Nachfolger wurde Markus Zwick gewählt, der sein Amt im Mai 2019 antrat.
Matheis wandte sich am 8. September 2017 mit einem offenen Brief an die Süddeutsche Zeitung, um sich gegen die negative Berichterstattung über die Stadt Pirmasens in der Süddeutschen, der Frankfurter Allgemeinen Sonntagszeitung und dem Spiegel zu wehren. Er bietet darin – sarkastisch – die Zuarbeit der Stadt Pirmasens beim „Pirmasens Bashing“ an und lobt einen journalistischen „Bulldozer Preis“ für die negativste Berichterstattung über die Stadt Pirmasens aus.